# Barrio
Barrio (AFI: /ˈbarjo/) è una parola spagnola che significa "distretto" o "quartiere". Nella lingua spagnola moderna, è generalmente definito come ogni area di una città delimitata da caratteristiche funzionali (ad esempio residenziali, commerciali, industriali, ecc.), sociali, architettoniche o morfologiche. In Spagna, in diversi paesi latinoamericani e nelle Filippine, il termine può anche essere utilizzato per indicare ufficialmente una divisione di un comune. Barrio è un arabismo (in arabo بري‎?, barrī, "selvaggio", via l'arabo andaluso bárri, "esterno")

## Uso

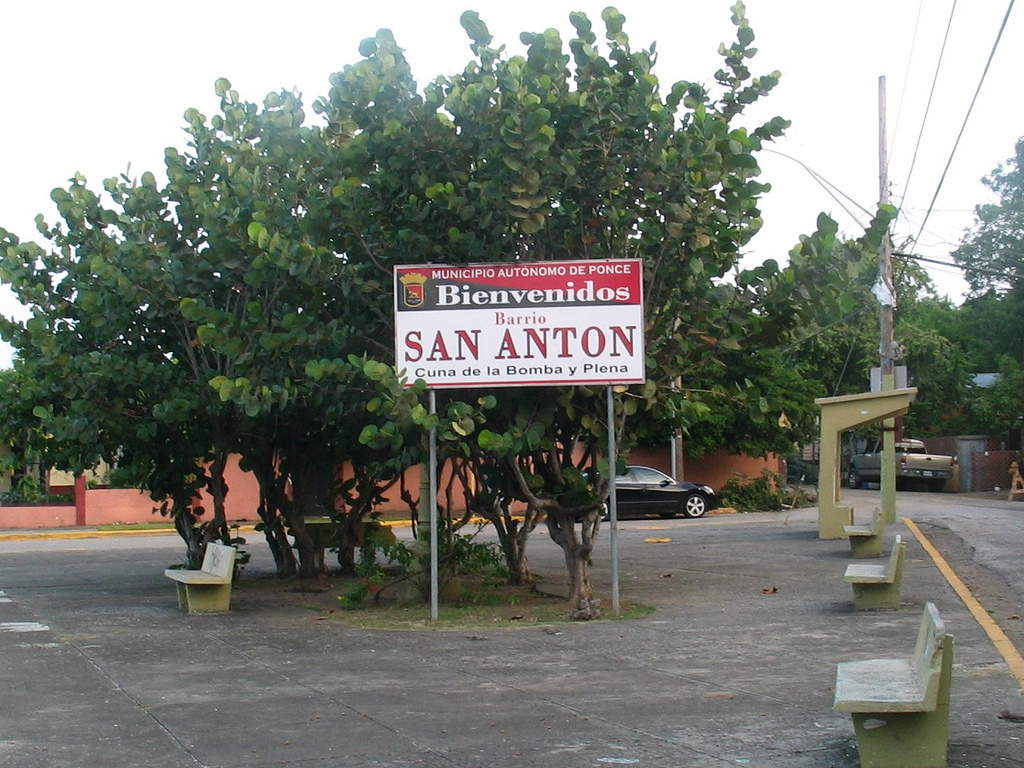
Cartello che segna l'ingresso al Barrio San Anton, uno dei barrio ufficiali di Ponce, in Porto Rico.

In Argentina e Uruguay, il barrio è una divisione del comune ufficialmente delineata dalle autorità locali in tempo successivo, ed esso talvolta assume un carattere distinto da altre aree (come nei barrios di Buenos Aires anche se essi sono stati sostituiti da più ampie suddivisioni amministrative). Il termine non ha particolari connotazioni socioeconomiche a meno che venga usato in contrasto con il centro. L'espressione barrio cerrado (quartiere chiuso) è utilizzata per descrivere piccoli insediamenti residenziali di classi sociali più elevate progettati con criteri di esclusività e spesso fisicamente circondati da mura, cioè un tipo di gated community.
In Colombia, il termine è usato per descrivere ogni quartiere i cui confini geografici sono determinati localmente. Il termine può essere usato per riferirsi a tutte le classi all'interno della società. Il termine barrio de invasión o comuna è più spesso usato per riferirsi alle baraccopoli, ma il termine "barrio" ha un uso più generale.
A Cuba, El Salvador e in Spagna, il termine barrio è usato ufficialmente per denotare una suddivisione di un municipio (o municipalità); ciascun barrio è suddiviso in settori (sectores).
Nelle Filippine, il termine barrio può riferirsi a un villaggio rurale, ma può anche denotare la suddivisione di una comunità autogovernantesi entro un'area rurale o urbana in qualsiasi luogo nel paese. Una legge del 1975 sostituì il termine "barrio" con barangay, l'unità amministrativa di base di governo, che possieda una popolazione media di 2 500 abitanti. Barrio, comunque, è ancora ampiamente usato intercambiabilmente con barangay. Entrambi possono riferirsi a insediamenti rurali o a distretti municipali urbani (questi ultimi formalmente noti come visitas). In alternativa può essere pronunciato baryo, sebbene la pronuncia preferita sia quella spagnola (barrio).
In Porto Rico, il termine barrio è una definizione ufficiale governativa usata per denotare la suddivisione di un municipio e denota il livello di unità amministrativa e geograficamente più basso ufficialmente riconosciuta.  Il barrio in Porto Rico non comporta alcuna autorità politica. Esso può, o meno, essere ulteriormente suddiviso in settori, comunità, urbanizaciones, o una combinazione di questi, ma tali ulteriori suddivisioni, benché popolari e comuni, non sono ufficiali.

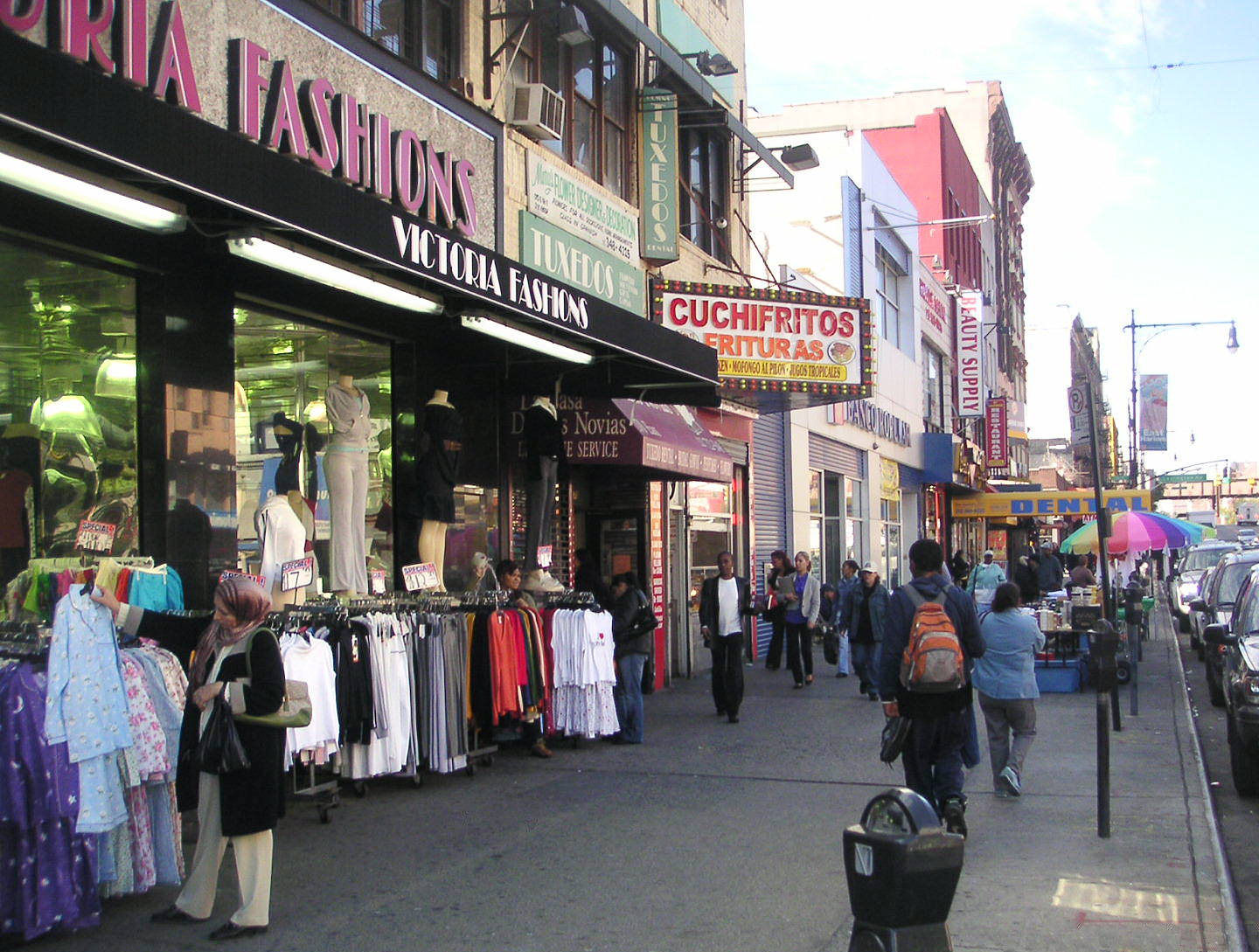
Cartelli spagnoli che pubblicizzano "La Casa de las Novias", "Cuchifritos" e Banco Popular sono visibili in una fila di negozi in questa foto di El Barrio a Lexington e 116^{ma} in Manhattan, USA.

Negli Stati Uniti, il termine barrio è usato per riferirsi ad aree del centro città prevalentemente abitate da famiglie di immigranti di prima generazione di lingua spagnola, che non sono stati assimilati nella cultura dominante statunitense. Qualche esempio di questi sono East Harlem a New York City, East LA a Los Angeles e Segundo Barrio a Houston.
A qualcuna di queste periferie ci si riferisce semplicemente da parte dei locali come El Barrio, in contrapposizione all'uso dei loro effettivi nomi (Spanish Harlem, East LA, Segundo Barrio, etc). Gina M. Pérez nota che barrios sono:
(Gina M. Pérez, Keywords for Latina/o Studies, Edito da Deborah R. Vargas, Nancy Raquel Mirabal e Lawrence La Fountain-Stokes. NYU Press. 2017. p. 18, "Barrio", ISBN 9781479892532)
In Venezuela e nella Repubblica Dominicana il termine è comunemente usato per descrivere baraccopoli (slum, in lingua inglese) ai margini esterni di grandi città come Caracas e Santo Domingo così come periferie popolate da basse e medie classi sociali in altre città.